# 艾琳多南
艾琳多南（英語：Eilean Donan）是苏格兰高地西部的一个小岛，通过一座人行桥连接陆地，距离最近的村庄多尼（Dornie）半英里。“艾琳多南”的意思为“多南岛”，名字来源于埃格的多南（Donnán of Eigg），欧洲黑暗时代的一个凯尔特圣徒。岛上有一座风景秀丽的城堡。

## 艾琳多南城堡
公元618年，堡主同僧侣在庆祝Holy Eucharist时，修道院被海盗抢劫，堡主與僧侣五十二人全數被殺。日耳曼人和北歐的维京海盗也在此上岸過。

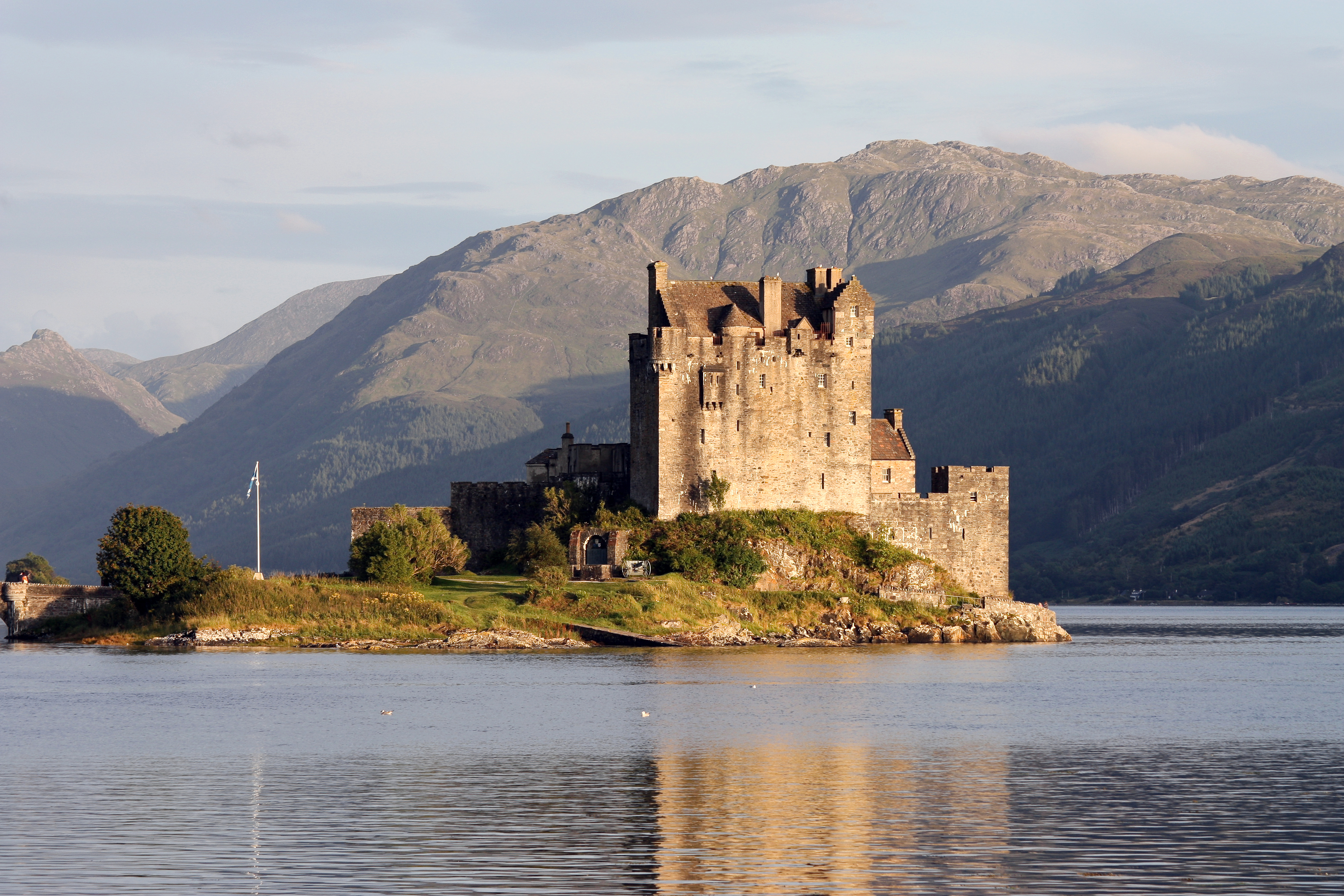
艾琳多南城堡

艾琳多南城堡最早建于13世纪，用来防御维京人。到13世纪末期它已成为麦肯齐家族（Clan Mackenzie）的要塞。1511年，马克雷家族（Clan Macrae）继承了该城堡。
1719年4月，西班牙军队占领了城堡。后来城堡被夺回，但是在1719年5月10-13日被英国皇家海军3艘巡防舰摧毁。
1919年到1932年期间，城堡被人買下後重建。重建包括建造一座拱桥方便和陆地链接。

## 媒体和艺术
艾琳多南城堡是苏格兰被拍摄最多的古迹，也是很受欢迎的婚礼场所和电影拍摄场所。在该地取景的电影包括：《杜里世家》（The Master of Ballantrae）、《福尔摩斯私生活》（The Private Life of Sherlock Holmes）、《挑战者》、《超时空战士》（Mio in the Land of Faraway）、《爱情的证明》、《新鐵金剛之黑日危機》、《伊莉莎白：輝煌年代》、《理性与感性》（Kandukondain Kandukondain）、《新郎不是我》（Made Of Honor）。

57°16′26.50″N 05°30′58″W / 57.2740278°N 5.51611°W

## 圖輯

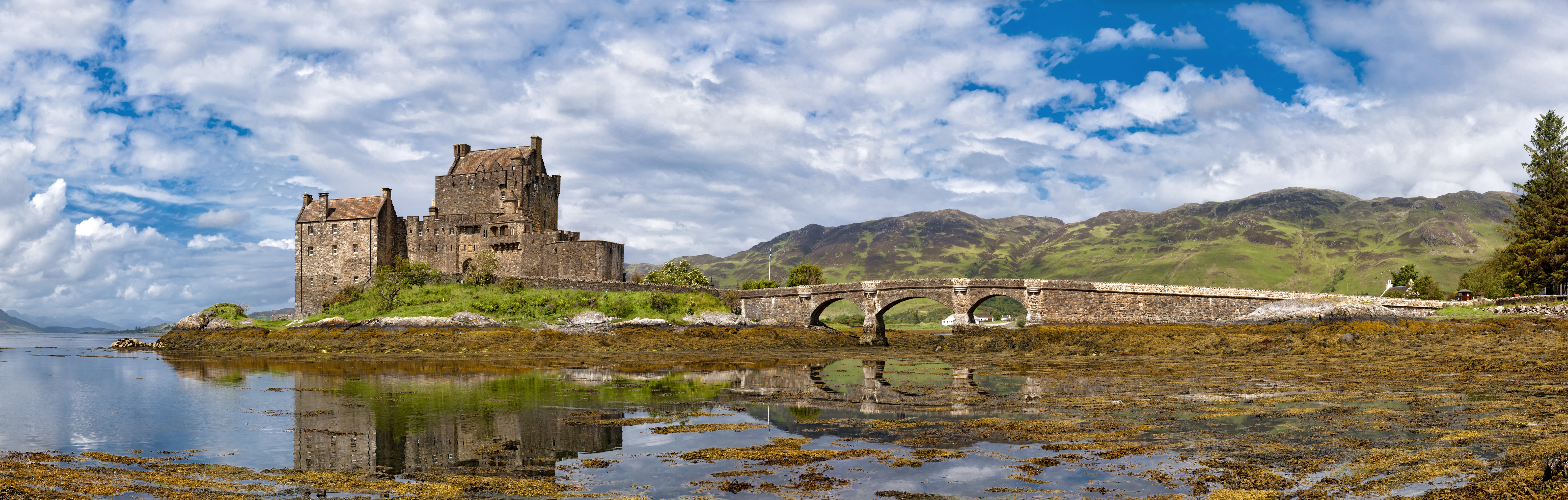
城堡南側全景
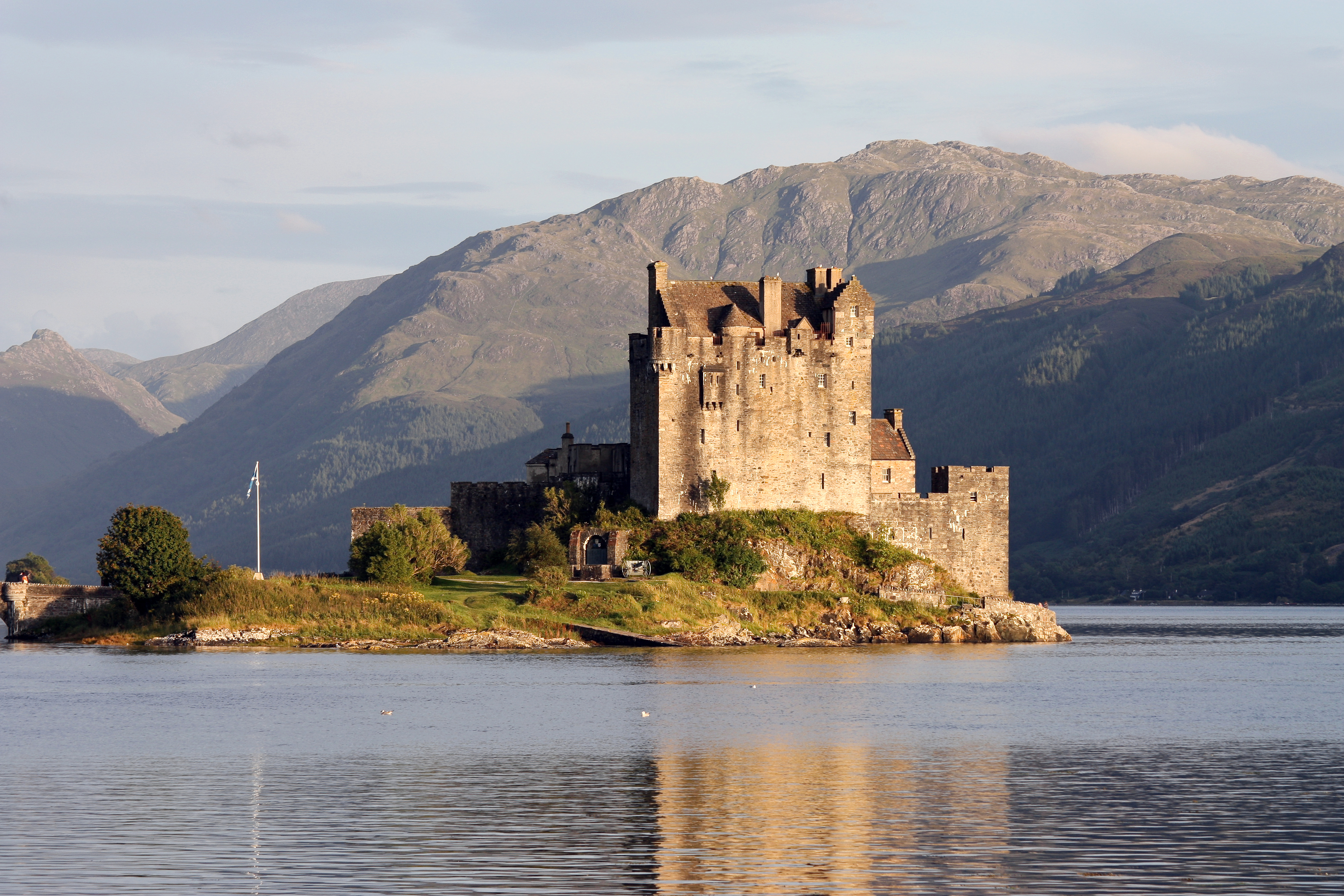
由西方向望城堡
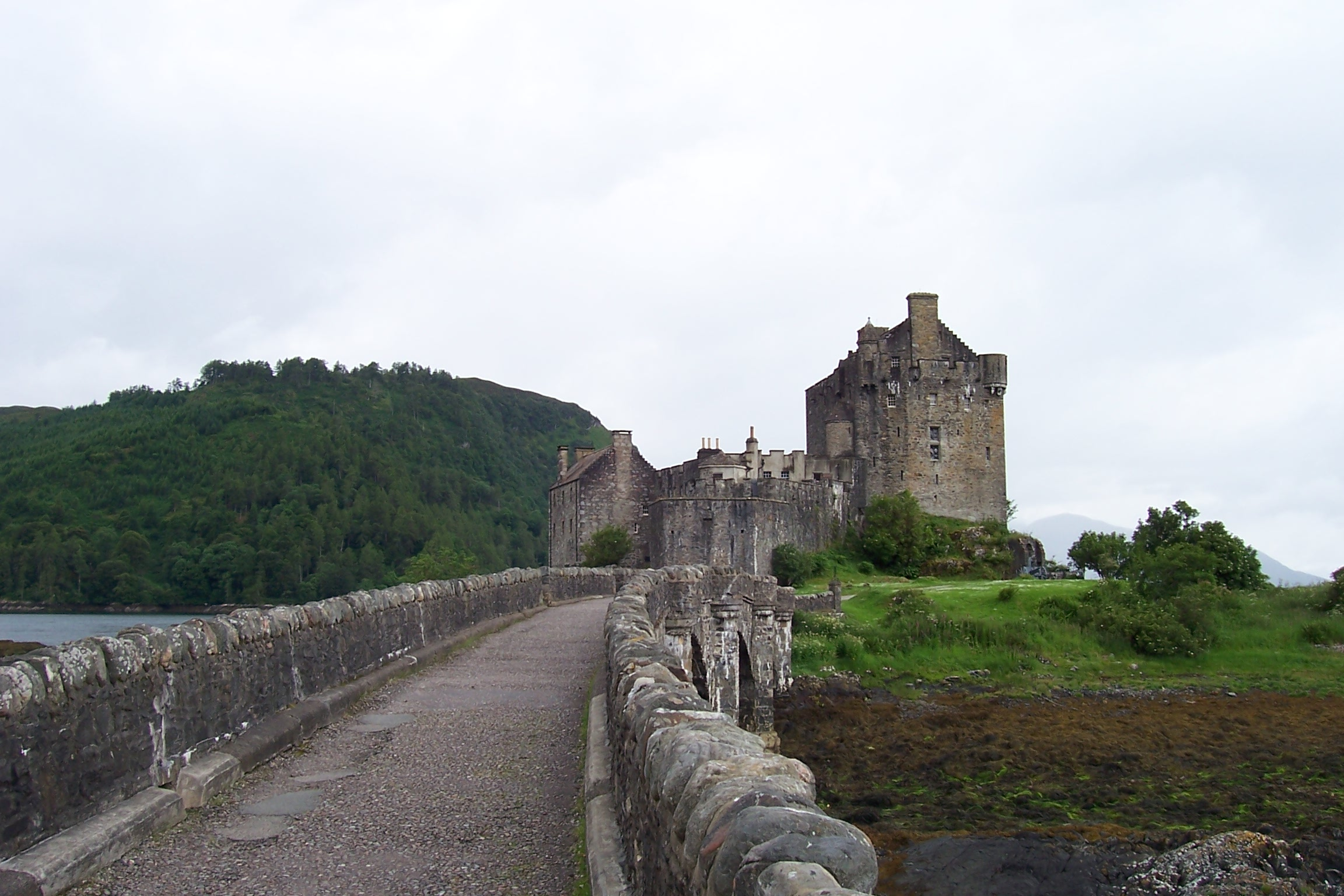
由橋上向下望城堡
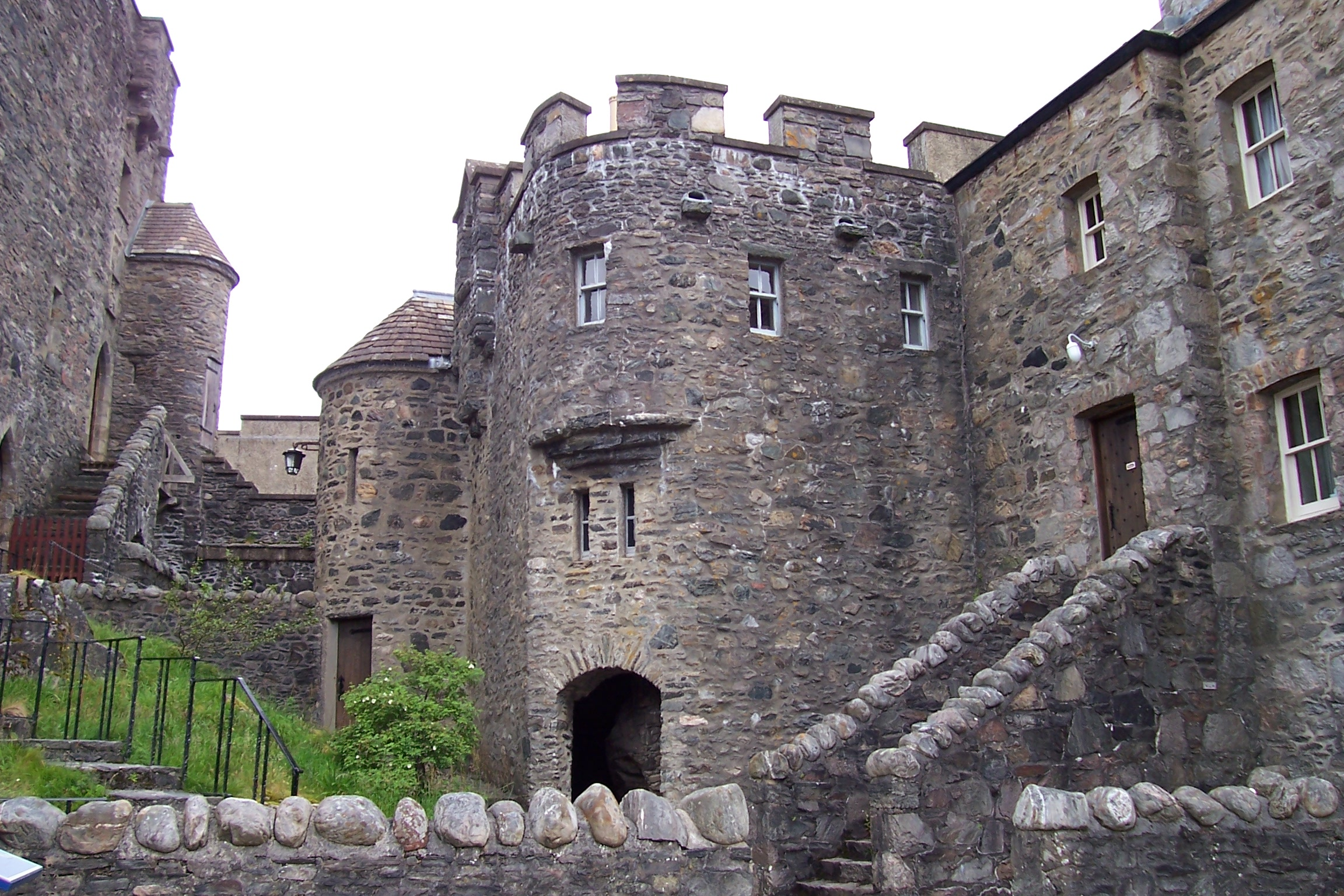
城堡內庭園

## 脚注
1. ↑  . eileandonancastle.com.   [2010-07-02]. （原始内容存档于2013-05-14）.
2. ↑  . McLean Scotland. 2005  [2010-07-02]. （原始内容存档于2011-10-03）.